# 舜栄
舜栄（しゅんえい、生没年不詳）は、戦国時代の禅僧。信濃国小県郡定津院の住職。
傑物の誉れある高僧であったという。
天文21年（1552年）信濃国に侵攻した武田晴信の意を受けて、晴信に抵抗していた村上義清への講和の使僧として義清の下へ赴いている。しかしこの講和を村上方は容れられず、武田の信濃侵攻は再開される事となった。